# Wilhelm Schneckenburger
Pour les articles homonymes, voir Schneckenburger.
Wilhelm 'Willi' Schneckenburger (30 mars 1891 à Tübingen - 14 octobre 1944 à Belgrade) est un General der Infanterie allemand qui a servi au sein de la Heer dans la Wehrmacht pendant la Seconde Guerre mondiale.
Il a été récipiendaire de la Croix de chevalier de la Croix de fer. Cette décoration est attribuée pour récompenser un acte d'une extrême bravoure sur le champ de bataille ou un commandement militaire avec succès.

## Biographie
Wilhelm Schneckenburger s'engage en 1909 dans l'armée wurtembergeoise en tant que porte-drapeau et est promu lieutenant jusqu'en 1911 dans le 124e régiment d'infanterie (de).
Wilhelm Schneckenburger est tué le 14 octobre 1944 près de Belgrade par le tir d'avions volant à basse altitude.

## Décorations
- Croix de fer (1914)
  - 2e Classe
  - 1re Classe
- Insigne des blessés (1914)
  - en Noir
- Croix d'honneur
- Agrafe de la Croix de fer (1939)
  - 2e Classe
  - 1re Classe
- Médaille du Front de l'Est
- Croix allemande en Or (5 mai 1942)
- Croix de chevalier de la Croix de fer
  - Croix de chevalier le 1er août 1942 en tant que Generalleutnant et commandant de la 125. Infanterie Division[1]